# Alosinae
Alosinae — підродина оселедцеподібних риб родини оселедцевих (Clupeidae).

## Опис
Деякі види можуть виростати до 60 см завдовжки, але середня довжина становить від 20 до 30 см. Спинний плавець розташований над центром тіла, черевні плавці розміщені безпосередньо нижче. Анальний плавець короткий і явно позаду спинного плавця. Черевні плавці складається з шести-восьми променів.
Забарвлення, як правило, сріблясте, з темною плямою, що знаходиться позаду отвору зябер, при цьому деякі види мають ще кілька дрібних плям уздовж тіла.

## Класифікація
Описано 32 види у 4 родах:
- Alosa Linck, 1790 (24 види)
- Brevoortia Gill, 1861 (6 видів)
- Sardina Regan, 1917 (1 вид)
- Sardinops Fowler, 1934 (1 вид)